# Hilary Evans
Hilary Agard Evans (* 6. März 1929 in Shrewsbury; † 27. Juli 2011) war ein britischer Bildarchivar, Parapsychologe und Autor.
Nach einem Studium am King’s College der University of Cambridge und an der University of Birmingham arbeitete er ab 1953 als Werbetexter in der Agentur Mather & Crowther.
Zusammen mit seiner Ehefrau Mary (geb. Lander; 1936–2010), die er 1956 geheiratet hatte, gründete er 1964 die Bildagentur Mary Evans Picture Library, die sich auf Illustrationen aus dem 18. und 19. Jahrhundert spezialisierte. 1981 gehörte er zu den Gründern der Association for the Scientific Study of Anomalous Phenomena (ASSAP). Außerdem war er Mitglied der Society for Psychical Research (SPR) und der British UFO Research Association (BUFORA). 
In seinen Sachbüchern beschäftigte er sich mit Themen aus den Bereichen Kunst- und Sozialgeschichte sowie paranormalen Phänomene wie z. B. UFOs, deren soziokulturellen Hintergrund er zu erfassen suchte. Eines seiner Forschungsgebiete war das Phänomen der Street Lamp Interference (SLI; Straßenlaternen-Interferenz).
Im Dezember 2010 schenkte er seine Privatsammlung den Archives for UFO Research in Schweden.

## Veröffentlichungen
- mit Mary Evans: Sources of illustration 1500–1900. Adams & Dart, 1971, ISBN 0239000951
- mit Mary Evans: The Victorians at Home and at Work: As Illustrated by Themselves. David & Charles, 1973, ISBN 0715358049
- mit Mary Evans: John Kay of Edinburgh: Barber, Miniaturist and Social Commentator 1742-1826. Impulse Publications, 1973, ISBN 0901311286
- mit Mary Evans: The Picture Researcher’s Handbook: An International Guide to Picture Sources and How to Use Them. David & Charles, 1975, ISBN 0715365878
- mit Dik Evans: Beyond the Gaslight: Science in Popular Fiction 1895-1905. Frederick Muller, 1976, ISBN 058431017X
- mit Mary Evans: The Party that Lasted 100 Days: The Late Victorian Season. Macdonald and Jane’s, 1976, ISBN 0356083632
- mit Mary Evans: Hero on a Stolen Horse: The Highwayman and His Brothers-In-Arms, the Bandit and the Bushranger. Frederick Muller, 1977, ISBN 0584103409
- mit Mary Evans: The Man Who Drew the Drunkard’s Daughter: The Life and Art of George Cruikshank, 1792–1878. Frederick Muller, 1978, ISBN 0584102593
- The Art of Picture Research: A Guide to Current Practice, Procedure, Techniques, and Resources. David & Charles, 1979, ISBN 0715377639
- The Oldest Profession: An Illustrated History of Prostitution. David & Charles, 1979, ISBN 0715377922
- Picture librarianship. Saur, New York/München/Paris 1980, ISBN 0-89664-428-6
- Intrusions: Society and the Paranormal. Routledge & Kegan Paul, 1982, ISBN 0710009275
- The Evidence for UFOs. Aquarian Press, 1983, ISBN 0850303508
  - Beweise: UFOs. Droemer Knaur, München 1988, ISBN 3-426-03779-3
- Visions, Apparitions, Alien Visitors. Aquarian Press, 1984, ISBN 0850304148
- Gods, Spirits, Cosmic Guardians: A Comparative Study of the Encounter Experience. Aquarian Press, 1987, ISBN 0850305977
- mit John Spencer: UFOs, 1947-1987: The 40-year search for an explanation. Fortean Tomes, 1987, ISBN 1870021029; Neuausgabe: Phenomenon: Forty Years of Flying Saucers. Avon, 1989, ISBN 0380706547
- Alternate States of Consciousness: Unself, Other-self, and Superself. Aquarian Press, 1989, ISBN 085030802X
- (Hrsg.): Frontiers of Reality: Where Science Meets the Paranormal. Aquarian Press, 1989, ISBN 0850308097
- From Other Worlds: The Truth About Aliens, Abductions, UFOs and the Paranormal. Carlton, 1998, ISBN 1858685141
- mit Dennis Stacy (Hrsg.): The UFO Mystery: The 50-year Quest to Solve the World’s Greatest Enigma. John Brown, 1998, ISBN 187087076X
- mit Patrick Huyghe: The Field Guide to Ghosts and Other Apparitions. HarperCollins, 2000, ISBN 0380802643
- Seeing Ghosts: Experiences of the Paranormal. John Murray, 2002, ISBN 0719554926
- mit Robert E. Bartholomew: Panic Attacks: Media Manipulation & Mass Delusion. Sutton, 2004, ISBN 0750937858
- mit Robert E. Bartholomew: Outbreak! The Encyclopedia of Extraordinary Social Behavior. Anomalist Books, 2009, ISBN 1933665254
  - Rezension von Bob Rickard in der Fortean Times, Issue 253, September 2009
- Sliders: The Enigma of Streetlight Interference. Anomalist Books, 2010, ISBN 1933665475